# Tomasz Jędrzejak
Tomasz Jędrzejak (ur. 14 lipca 1979 w Ostrowie Wielkopolskim, zm. 14 sierpnia 2018 w Przybysławicach) – polski żużlowiec.
Znany był pod pseudonimem Ogór.

## Życiorys
Naukę rozpoczynał w szkółce żużlowej rodzimego klubu Iskry Ostrów Wielkopolski. W 1995 zdał egzamin i zdobył licencję żużlową.
W 1999 zdobył pierwszy medal mistrzostw Polski, kiedy to został Młodzieżowym Mistrzem Polski Par Klubowych. W kolejnym sezonie, już jako zawodnik Włókniarza Częstochowa został młodzieżowym drużynowym mistrzem Polski. Następnie jako senior zdobył dwukrotnie (2000, 2001) brązowy medal w Mistrzostwach Polski par klubowych.
W 2002 przeniósł się do Atlasu Wrocław, gdzie startował przez dwa lata. W pierwszym sezonie w barwach Atlasu wywalczył z kolegami brązowy medal w Drużynowych mistrzostwach Polski. W 2003 żużlowiec zdobył brązowy medal w Indywidualnych mistrzostwach Polski.
Z klubem z Wrocławia ponownie związał się w 2007. W tym samym roku został wyznaczony jako „rezerwa toru” w zawodach Grand Prix Europy we Wrocławiu, jednak nie miał okazji do startu. Po sezonie 2009 odszedł z WTS-u, aby reprezentować Unię Tarnów. W latach 2011–2017 ponownie reprezentował klub z Wrocławia. W 2012 osiągnął swój największy sukces zostając indywidualnym mistrzem Polski na torze w Zielonej Górze. W 2018 reprezentował barwy Stali Rzeszów.
14 sierpnia 2018 został znaleziony martwy we własnym domu, gdzie miał popełnić samobójstwo. Pochowany na cmentarzu w Ostrowie Wielkopolskim.

## Kluby
Liga polska
- TŻ Iskra Ostrów Wlkp. (1995–1999)
- Włókniarz Częstochowa (2000–2001)
- Atlas Wrocław (2002–2003)
- KM Ostrów Wielkopolski (2004–2006)
- Atlas Wrocław (2007–2009)
- Tauron Azoty Tarnów (2010)
- Betard Sparta Wrocław (2011–2017)
- Stal Rzeszów (2018)[7]

Liga szwedzka
- Elit Vetlanda (2004–2007)
- Lejonen Gislaved (2008–2009)
- Västervik Speedway (2010–2011)
- Rospiggarna (2017)[13]

Liga brytyjska
- Belle Vue Aces (2001–2002, 2004)[14]
- Lakeside Hammers (2008)[15]
- Eastbourne Eagles (2010)[16]

Liga duńska
- Fjelsted (2007)[17]

## Starty w Grand Prix
| Klasyfikacja końcowa: | Klasyfikacja końcowa: | nk   | ns   | numer stały (18) | numer stały (18) |
| Lp.                   | Grand Prix            | Msc. | Pkt. | Biegi            | Nr start         |
| 2 /11                 | GP Europy             | 18   | –    | –                | 18               |

## Osiągnięcia
- indywidualne mistrzostwa polski
  - 2003: brązowy medal
  - 2012: mistrz Polski
- mistrzostwa Polski par klubowych:
  - 2000: brązowy medal
  - 2001: brązowy medal
  - 2005: brązowy medal
  - 2007: srebrny medal
  - 2011: złoty medal
  - 2013: brązowy medal
  - 2017: złoty medal[18]
- młodzieżowe mistrzostwa Polski par klubowych:
  - 1999: mistrz Polski
- Drużynowe Mistrzostwa Polski:
  - 2002: brązowy medal
- Młodzieżowe Drużynowe Mistrzostwa Polski:
  - 2000: mistrz Polski